# Gustaf Brolin

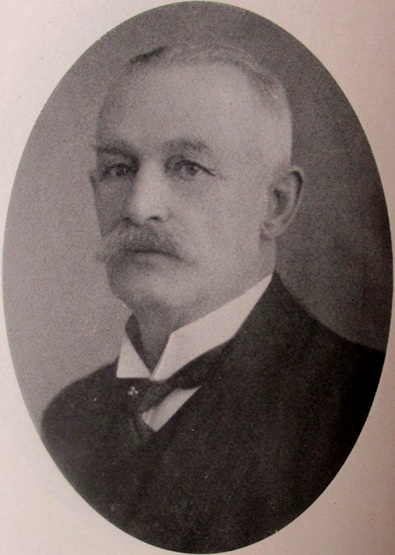
Gustaf Brolin.

Lorentz Gustaf Brolin, född 3 januari 1854 i Söderhamn, död där 8 januari 1943, var en svensk industriman. Han var son till Johan Gustaf Brolin.
Brolin övertog först befälet på ett i Söderhamn hemmahörande fartyg, som gick på Amerika, därefter på skeppet "Johan Brolin" samt förde ångbåt till 1892, då han blev huvudredare för Stockholms Ångfartygs Rederibolag. År 1895 flyttade han till Söderhamn, där han inträdde i styrelsen för Marma Sågverks AB och var verkställande direktör för detta från 1906 till 1914, då det såldes, samt var direktör för Sulfit AB Ljusnan i Vallvik 1907–1919. 
Brolin var spansk vicekonsul i Söderhamn från 1900, tillhörde under många år styrelsen för dåvarande Gefle Enskilda Banks söderhamnskontor samt var ordförande i lokalstyrelsen för Svenska Handelsbanken. Han var även direktör för  Söderhamns stads och Sydöstra Hälsinglands Sparbank.  Under en följd av år tillhörde han Söderhamns stadsfullmäktige varjämte han var ordförande i bland annat hamndirektionen.